# Khiêu vũ thể thao tại Đại hội Thể thao Đông Nam Á 2021
Khiêu vũ thể thao là một trong những môn thể thao được tranh tài tại Đại hội Thể thao Đông Nam Á 2021 ở Việt Nam, được tổ chức trong 2 ngày từ ngày 15 đến 16 tháng 05 năm 2022 tại Nhà thi đấu thể thao quận Long Biên, Khu Đô Thị Việt Hưng, quận Long Biên, Hà Nội.
Môn khiêu vũ thể thao tại Đại hội Thể thao Đông Nam Á lần thứ 31 bao gồm mười hai nội dung gồm: sáu Standard và sáu Latin.

## Nội dung thi đấu
| TT | Nội dung | Loại     | Điệu           |
| -- | -------- | -------- | -------------- |
| 1  | 1 điệu   | Standard | Waltz          |
| 2  | 1 điệu   | Standard | Tango          |
| 3  | 1 điều   | Standard | Viennese Waltz |
| 4  | 1 điệu   | Standard | Slow Foxtrot   |
| 5  | 1 điệu   | Standard | Quickstep      |
| 6  | 5 điệu   | Standard | W, T, V, F, Q  |
| 7  | 1 điệu   | Latin    | Samba          |
| 8  | 1 điệu   | Latin    | Cha-cha-cha    |
| 9  | 1 điệu   | Latin    | Rumba          |
| 10 | 1 điệu   | Latin    | Paso Doble     |
| 11 | 1 điệu   | Latin    | Jive           |
| 12 | 5 điệu   | Latin    | S, C, R, P, J  |

## Chương trình thi đấu
Khiêu vũ thể thao tại Đại hội Thể thao Đông Nam Á 2021 được diễn ra từ ngày 15 đến ngày 16 tháng 05 năm 2022 trong thời gian từ 14:00 đến 18:00.
| Giờ                                    | Thời lượng | Điệu            | Nội dung        | Loại            | Vòng            |
| -------------------------------------- | ---------- | --------------- | --------------- | --------------- | --------------- |
| Lịch thi đấu ngày 15 tháng 05 năm 2022 |            |                 |                 |                 |                 |
| 14:00 - 14:10                          | 0:10       | Điệu đơn        | Cha-Cha-Cha     | Nhóm            | Bán kết         |
| 14:10 - 14:20                          | 0:10       | Điệu đơn        | Paso Doble      | Nhóm            | Bán kết         |
| 14:20 - 14:30                          | 0:10       | Điệu đơn        | Jive            | Nhóm            | Bán kết         |
| 14:30 - 15:00                          | 0:30       | Nghỉ giải lao   | Nghỉ giải lao   | Nghỉ giải lao   | Nghỉ giải lao   |
| 15:00 - 15:15                          | 0:15       | Điệu đơn        | Samba           | Đơn             | Chung kết       |
| 15:15 - 15:30                          | 0:15       | Điệu đơn        | Cha-Cha-Cha     | Đơn             | Chung kết       |
| 15:30 - 15:45                          | 0:15       | Điệu đơn        | Rumba           | Đơn             | Chung kết       |
| 15:45 - 16:00                          | 0:15       | Điệu đơn        | Paso Doble      | Đơn             | Chung kết       |
| 16:00 - 16:15                          | 0:15       | Điệu đơn        | Jive            | Đơn             | Chung kết       |
| 16:15 - 16:45                          | 0:30       | Nghỉ giải lao   | Nghỉ giải lao   | Nghỉ giải lao   | Nghỉ giải lao   |
| 16:45 - 17:30                          | 0:45       | 5 điệu Latin    | Cha-Cha-Cha     | Đơn             | Chung kết       |
| 16:45 - 17:30                          | 0:45       | 5 điệu Latin    | Samba           | Nhóm            | Chung kết       |
| 16:45 - 17:30                          | 0:45       | 5 điệu Latin    | Rumba           | Nhóm            | Chung kết       |
| 16:45 - 17:30                          | 0:45       | 5 điệu Latin    | Paso Doble      | Đơn             | Chung kết       |
| 16:45 - 17:30                          | 0:45       | 5 điệu Latin    | Jive            | Nhóm            | Chung kết       |
| 17:30 - 18:00                          | 0:30       | Trao huy chương | Trao huy chương | Trao huy chương | Trao huy chương |
| Lịch thi đấu ngày 16 tháng 05 năm 2022 |            |                 |                 |                 |                 |
| 14:00 - 14:10                          | 0:10       | Điệu đơn        | Waltz           | Nhóm            | Bán kết         |
| 14:10 - 14:20                          | 0:10       | Điệu đơn        | Viennese Waltz  | Nhóm            | Bán kết         |
| 14:20 - 14:30                          | 0:10       | Điệu đơn        | Slow Foxtrot    | Nhóm            | Bán kết         |
| 14:30 - 15:00                          | 0:30       | Nghỉ giải lao   | Nghỉ giải lao   | Nghỉ giải lao   | Nghỉ giải lao   |
| 15:00 - 15:15                          | 0:15       | Điệu đơn        | Waltz           | Đơn             | Chung kết       |
| 15:15 - 15:30                          | 0:15       | Điệu đơn        | Tango           | Đơn             | Chung kết       |
| 15:30 - 15:45                          | 0:15       | Điệu đơn        | Viennese Waltz  | Đơn             | Chung kết       |
| 15:45 - 16:00                          | 0:15       | Điệu đơn        | Slow Foxtrot    | Đơn             | Chung kết       |
| 16:00 - 16:15                          | 0:15       | Điệu đơn        | Quickstep       | Đơn             | Chung kết       |
| 16:15 - 16:45                          | 0:30       | Nghỉ giải lao   | Nghỉ giải lao   | Nghỉ giải lao   | Nghỉ giải lao   |
| 16:45 - 17:30                          | 0:45       | 5 điệu Standard | Viennese Waltz  | Đơn             | Chung kết       |
| 16:45 - 17:30                          | 0:45       | 5 điệu Standard | Waltz           | Nhóm            | Chung kết       |
| 16:45 - 17:30                          | 0:45       | 5 điệu Standard | Tango           | Nhóm            | Chung kết       |
| 16:45 - 17:30                          | 0:45       | 5 điệu Standard | Slow Foxtrot    | Đơn             | Chung kết       |
| 16:45 - 17:30                          | 0:45       | 5 điệu Standard | Quickstep       | Nhóm            | Chung kết       |
| 17:30 - 18:00                          | 0:30       | Trao huy chương | Trao huy chương | Trao huy chương | Trao huy chương |

## Bảng tổng sắp huy chương các nội dung
| Hạng               | Đoàn               | Vàng | Bạc | Đồng | Tổng số |
| ------------------ | ------------------ | ---- | --- | ---- | ------- |
| 1                  | Philippines        | 5    | 5   | 2    | 12      |
| 2                  | Việt Nam           | 5    | 1   | 5    | 11      |
| 3                  | Thái Lan           | 2    | 6   | 4    | 12      |
| 4                  | Malaysia           | 0    | 0   | 1    | 1       |
| Tổng số (4 đơn vị) | Tổng số (4 đơn vị) | 12   | 12  | 12   | 36      |

### Standard
| Quickstep      | Thái Lan (THA) · Issarapong Duangkaew · Thanawan Yananun    | Philippines (PHI) · Mark Jayson Gayon · Mary Joy Renigen | Việt Nam (VIE) · Vũ Hoàng Anh Minh · Nguyễn Trường Xuân |  |  |  |
| Slow Foxtrot   | Philippines (PHI) · Mark Jayson Gayon · Mary Joy Renigen    | Thái Lan (THA) · Anucha Wijitkoon · Pasrapon Phandech    | Malaysia (MAS) · Leonard Hoh Jie Ren · Mu Ning Huan     |  |  |  |
| Tango          | Philippines (PHI) · Sean Mischa Aranar · Ana Leonila Nualla | Thái Lan (THA) · Issarapong Duangkaew · Thanawan Yananun | Việt Nam (VIE) · Nguyễn Đức Hòa · Nguyễn Thị Hải Yến    |  |  |  |
| Viennese Waltz | Philippines (PHI) · Sean Mischa Aranar · Ana Leonila Nualla | Thái Lan (THA) · Anucha Wijitkoon · Pasrapon Phandech    | Việt Nam (VIE) · Vũ Hoàng Anh Minh · Nguyễn Trường Xuân |  |  |  |
| Waltz          | Thái Lan (THA) · Issarapong Duangkaew · Thanawan Yananun    | Philippines (PHI) · Mark Jayson Gayon · Mary Joy Renigen | Việt Nam (VIE) · Nguyễn Đức Hòa · Nguyễn Thị Hải Yến    |  |  |  |
|                |                                                             |                                                          |                                                         |  |  |  |
| 5 điệu         | Philippines (PHI) · Sean Mischa Aranar · Ana Leonila Nualla | Thái Lan (THA) · Anucha Wijitkoon · Pasrapon Phandech    | Việt Nam (VIE) · Nguyễn Đức Hòa · Nguyễn Thị Hải Yến    |  |  |  |

### Latin American
| Cha Cha Cha | Philippines (PHI) · Michael Angelo Marquez · Stephanie Sabalo | Việt Nam (VIE) · Phạm Hồng Anh · Nguyễn Trung Kiên            | Thái Lan (THA) · Shinawat Lerson · Preeyanoot Patoomsriwiroje |  |  |  |
| Jive        | Việt Nam (VIE) · Nguyễn Đoàn Minh Trường · Đặng Thu Hương     | Philippines (PHI) · Michael Angelo Marquez · Stephanie Sabalo | Thái Lan (THA) · Jettapon Inthakun · Apichaya Kuptawanith     |  |  |  |
| Paso Doble  | Việt Nam (VIE) · Nguyễn Đoàn Minh Trường · Đặng Thu Hương     | Thái Lan (THA) · Shinawat Lerson · Preeyanoot Patoomsriwiroje | Philippines (PHI) · Wilbert Aunzo · Pearl Marie Cañeda        |  |  |  |
| Rumba       | Việt Nam (VIE) · Phạm Hồng Anh · Nguyễn Trung Kiên            | Thái Lan (THA) · Jettapon Inthakun · Apichaya Kuptawanith     | Philippines (PHI) · Wilbert Aunzo · Pearl Marie Cañeda        |  |  |  |
| Samba       | Việt Nam (VIE) · Phạm Hồng Anh · Nguyễn Trung Kiên            | Thái Lan (THA) · Jettapon Inthakun · Apichaya Kuptawanith     | Philippines (PHI) · Wilbert Aunzo · Pearl Marie Cañeda        |  |  |  |
|             |                                                               |                                                               |                                                               |  |  |  |
| 5 điệu      | Việt Nam (VIE) · Nguyễn Đoàn Minh Trường · Đặng Thu Hương     | Philippines (PHI) · Michael Angelo Marquez · Stephanie Sabalo | Thái Lan (THA) · Shinawat Lerson · Preeyanoot Patoomsriwiroje |  |  |  |